# Bouquet de joie
Pour plus de détails, voir Fiche technique et Distribution.
Bouquet de joie est un film français de Maurice Cam sorti en 1951.

## Fiche technique
- Titre : Bouquet de joie
- Réalisation : Maurice Cam
- Scénario et dialogues : Fernand Milhaud
- Photographie : Raymond Clunie
- Son : Norbert Gernolle
- Musique: Charles Trenet
- Décorateur : Eugène Piérac
- Assistant-réalisateur : Tony Saytor
- Monteur Germaine Artus
- Scripte : Alma Bélard
- Régie : Charles Kerdax
- Photographe de plateau : Robert Tomatis
- Société de production : Sonofilm
- Directeur de production : Emile Buhot
- Producteur : Pierre Guichard
- Format : Noir et blanc - 1,37:1 - 35 mm - Son mono
- Pays :  France
- Genre : Film musical
- Durée : 88 minutes
- Date de sortie : 
  - France - 25 octobre 1951

## Distribution
- Roland Armontel : Le gendarme
- Hélène Bellanger : Simone
- Lucien Callamand
- Francis Gag
- Jenny Hélia
- Edouard Hemme
- Hennery
- Jean Lefebvre : Georges
- Milly Mathis
- Henri Poupon : Lui-même
- Vera Talchi
- Tilda Thamar : Anita
- Tomas et ses Merry Boys : The band
- Charles Trenet : Lui-même